# Иванов, Алексей Петрович (Герой Советского Союза)
Иванов Алексей Петрович (24 марта 1909, д. Дмитриево — 19 ноября 1990, Бологое) — Герой Советского Союза, командир роты 218-го гвардейского стрелкового полка 77-й гвардейской стрелковой дивизии 69-й армии 1-го Белорусского фронта, гвардии капитан.

## Биография
Родился 11 (24) марта 1909 года в деревне Дмитриево ныне Удомельского Района Тверской области в семье крестьянина. Русский. Член ВКП(б)/КПСС с 1943 года. Образование начальное. Работал на железнодорожной станции Бологое Тверской области.
В 1931 году призван в ряды Красной Армии. В 1935 году демобилизовался. Вторично призван в июне 1941 года. В боях Великой Отечественной войны с июня 1941 года. В 1942 году окончил армейские курсы младших лейтенантов. Воевал на Брянском, Центральном и 1-м Белорусском фронтах. Был четырежды ранен и один раз контужен. Форсировал реки Оку, Десну, Днепр, Западный Буг, Вислу.
При январском наступлении 1945 года с Пулавского плацдарма Вислы рота А. П. Иванова умелым манёвром смяла боевые порядки обороняющихся гитлеровцев, ворвалась в траншеи и обратила фашистов в бегство. В этом бою бойцы А. П. Иванова взяли в плен 29 немецких солдат и двух офицеров, захватили 12 тяжёлых орудий, 8 автомашин и много другого военного имущества.
Развивая успех, рота обходным маневром с фланга внезапно вышла к городу Зволень, нанесла противнику большие потери, заставив врага в беспорядке отступить. При этом было взято в плен 18 гитлеровцев. Стремительные, смелые броски автоматчиков капитана А. П. Иванова обеспечивали быстрое продвижение всему полку, а вслед за ним шла вся дивизия.
Воины роты гордились тем, что идут впереди, и каждый стремился внести свою лепту в общую победу. Так получилось и в боях за город Радом. Несмотря на большое скопление вражеских войск на железнодорожной станции, автоматчики А. П. Иванова ворвались на пути, посеяв панику среди фашистов и, пользуясь их растерянностью, обезвредили охрану, захватили эшелон с военным имуществом и продовольствием. Тем временем к городу подошли и другие подразделения полка.
Указом Президиума Верховного Совета СССР от 27 февраля 1945 года за образцовое выполнение боевых заданий командования в боях за освобождение Польши и проявленные при этом мужество и героизм гвардии капитану Иванову Алексею Петровичу присвоено звание Героя Советского Союза с вручением ордена Ленина (№ 19470) и медали «Золотая Звезда» (№ 3084).
В последующие дни рота, ломая сопротивление врага, продвигаясь к Одеру, трижды форсировала реку Варту. В наступлении на Берлин капитан А. П. Иванов командовал батальоном. Бойцы под его командованием действовали дружно, напористо. В одной из горячих схваток у окраин Берлина комбат получил четвёртое ранение. Известие о победе застало его в госпитале.
C 1946 года капитан А. П. Иванов — в запасе. Жил в городе Бологое Тверской области. Умер 19 ноября 1990 года. Похоронен в городе Бологое.
Награждён орденами Ленина, Красного Знамени, 2 орденами Отечественной войны 1-й степени, орденами Отечественной войны 2-й степени, Красной Звезды, медалями.